# Santa Trinita (Florenz)

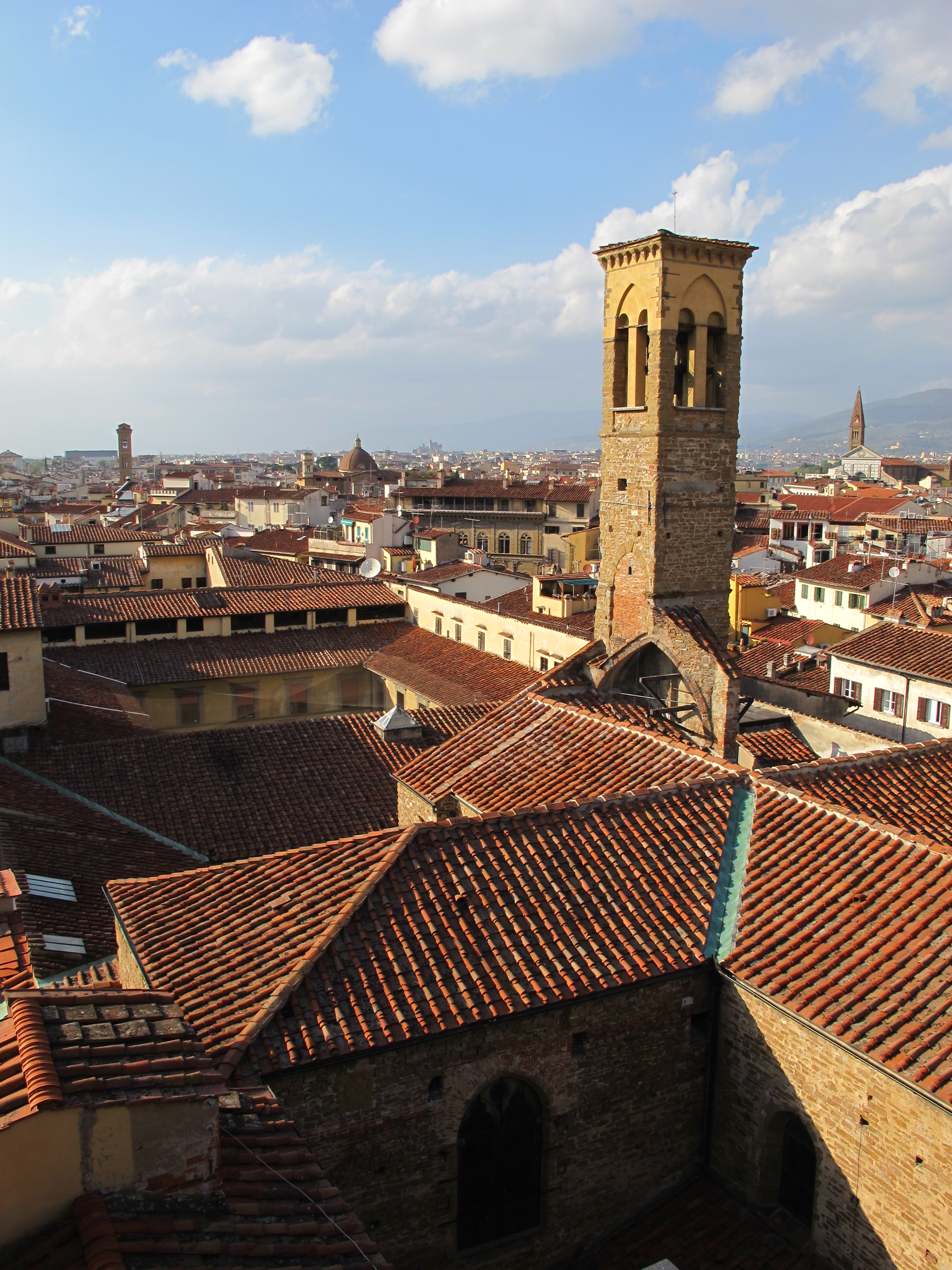
Santa Trinita: Vierung der Basilika, Glockenturm und Kreuzgang

Santa Trinita ist eine römisch-katholische Pfarrkirche in Florenz und die Klosterkirche des gleichnamigen Vallombrosanerklosters. Die im 11. Jahrhundert gegründete und im 14. Jahrhundert zur heutigen Gestalt umgebaute Basilika hat den Rang einer Basilica minor. Seit 1982 ist sie mit dem historischen Zentrum von Florenz als Weltkulturerbe gelistet.

## Geschichte
Der Vorgängerbau von Kirche und Kloster aus der zweiten Hälfte des 11. Jahrhunderts lag außerhalb der römisch-mathildischen Stadtmauer. 1175 wurde er in den ummauerten Bereich einbezogen. 1258–1280 bauten die Vallombrosaner an seiner Stelle das heutige Gebäude. 
Das Kloster erhielt die Stellung einer Abtei und entwickelte sich zu einem religiösen und politisch-gesellschaftlichen Zentrum der Stadt. Die große Bedeutung in Florenz, die Santa Trinita um 1300 erreichte, spiegelt sich in der von Cimabue für die Kirche geschaffenen Maestà (heute in den Uffizien). 

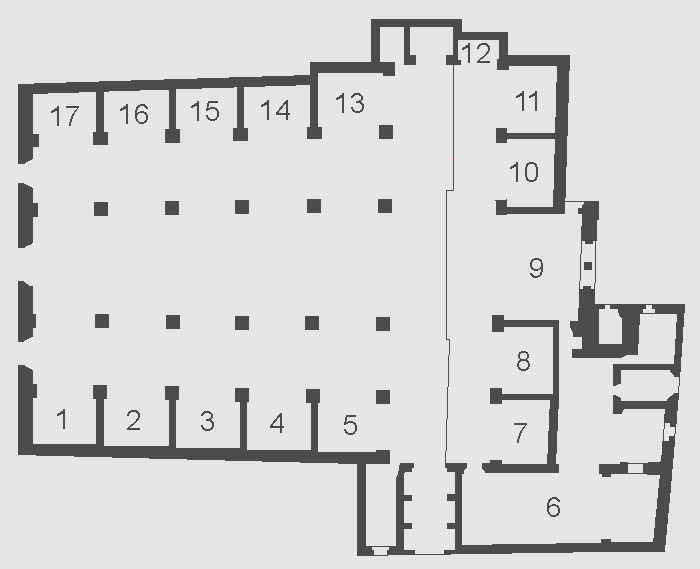
Grundriss von Santa Trinita

Im 14. Jahrhundert wurde der ursprünglich romanische Bau im gotischen Stil umgebaut und erweitert; dabei wurden auch die Seitenkapellen angefügt, die in der Folgezeit von den Eigentümerfamilien mit bedeutenden Kunstwerken ausgestattet wurden.

## Architektur
Santa Trinita ist eine nach Nordwesten ausgerichtete, im Kern romanische, gotisch überformte dreischiffige Basilika auf Kreuzgrundriss. Am nördlichen Querhausarm steht der Campanile, westlich schließen sich Konventsgebäude und Kreuzgang an. Rein romanisch ist die Krypta, die frühbarocke Schaufassade mit dem Hauptportal von 1593–1594 beruht auf einem Entwurf von Bernardo Buontalenti.

## Kunstwerke  (Auswahl)
- 1418–1423: Cappella Strozzi von Lorenzo Ghiberti mit dem Grabmal Onofrio Strozzis, von Pietro di Niccolò Lamberti.[2][3] Das Altarretabel Kreuzabnahme von Fra Angelico mit Randszenen von Lorenzo Monaco befindet sich heute in San Marco, die Anbetung der Könige von Gentile da Fabriano in den Uffizien.
- 1420–1425: Fresken des Marienlebens von Lorenzo Monaco, Cappella Bartolini Salimbeni
- 1455: Maddalena, Holzskulptur von Desiderio da Settignano
- 1483–1486: Fresken mit Szenen aus dem Leben des heiligen Franz von Assisi und Altarbild Anbetung der Hirten von Domenico Ghirlandaio, Cappella Sassetti (7)
- 1490er Jahre: Grabmal Francesco Sassettis und seiner Frau von Giuliano da Sangallo, Cappella Sassetti (7)
- 1593/94: Portalfassade von Bernardo Buontalenti mit Skulpturen von Giovanni Battista Caccini

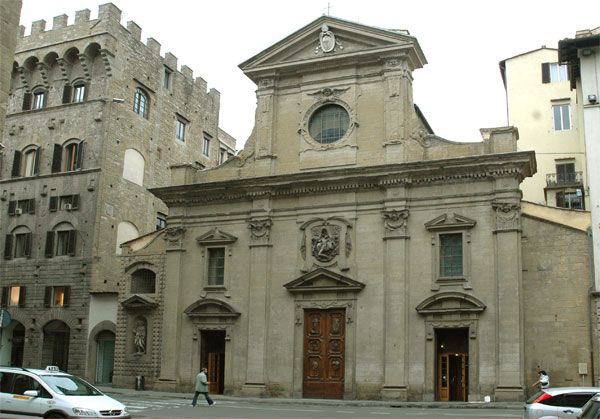
Portalfassade
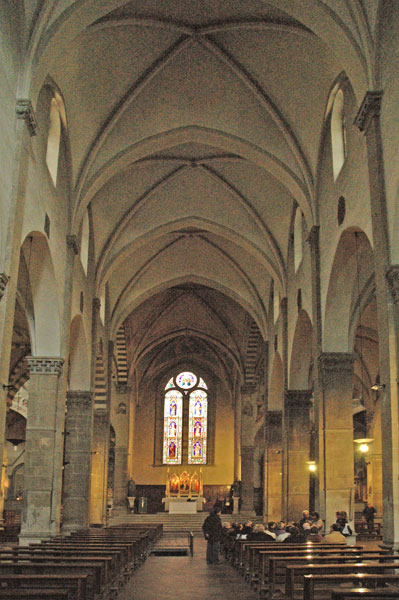
Mittelschiff
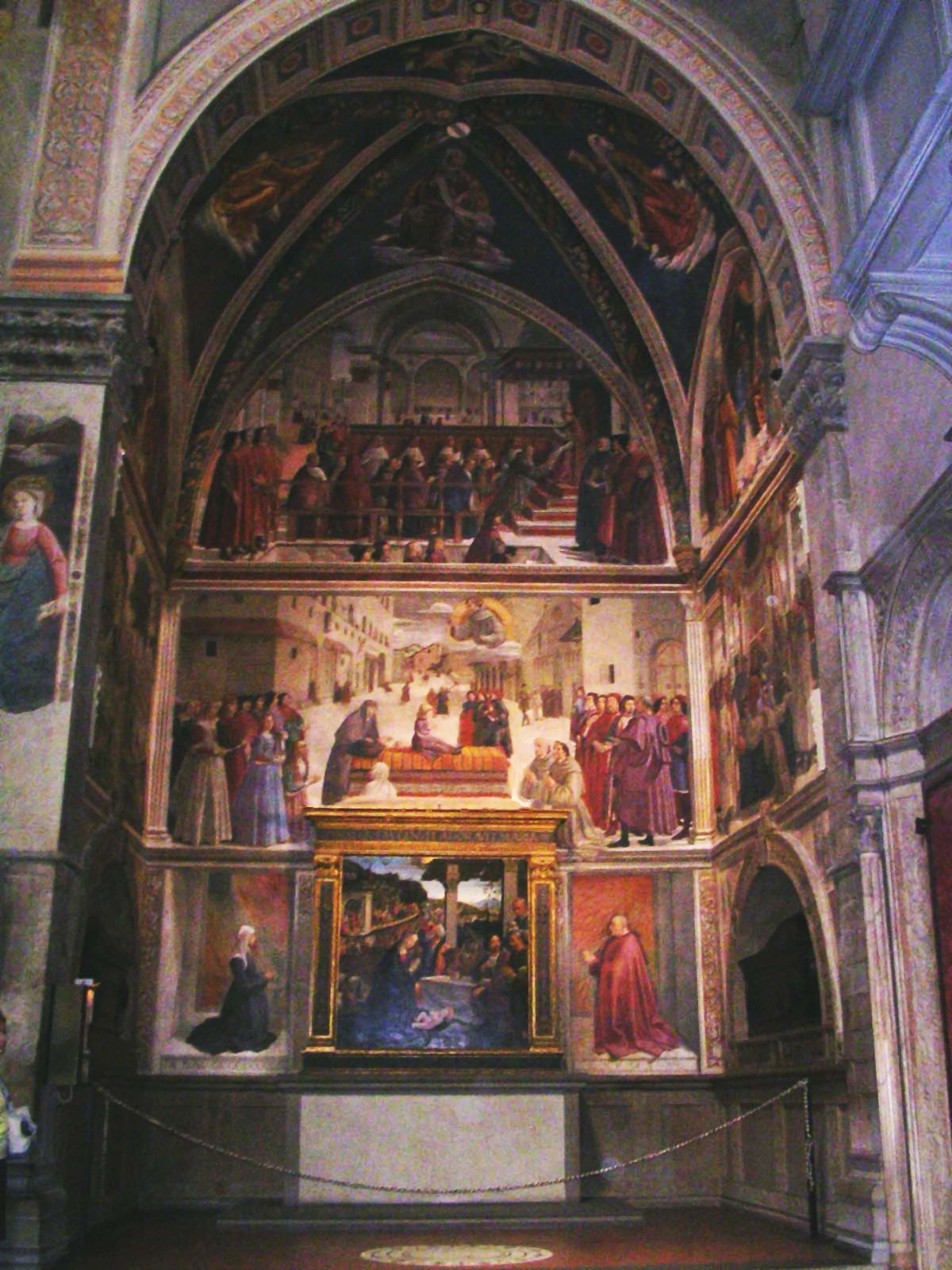
Cappella Sassetti
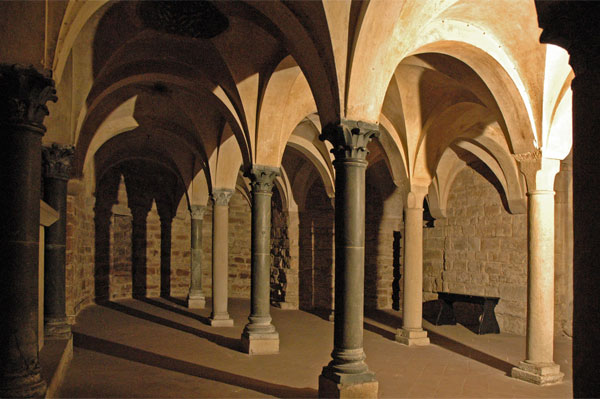
Krypta